# نمول جلدي
نمول جلدي (الاسم العلمي:Alternanthera coriacea) هو نوع من النباتات يتبع جنس النمول من الفصيلة القطيفية.